# Zzyzx (álbum)
Zzyzx é o décimo primeiro álbum de estúdio da banda brasileira Os Mutantes, lançado em 24 de janeiro de 2020 pelo selo Jardim Elétrico. É o terceiro álbum desde o fim do hiato da banda e conta com Sérgio Dias como único músico da formação original presente. Com nove das onze faixas tendo sido compostas e cantadas em inglês, Zzyzx faz em seu título uma referência à Estrada Zzyzx, que leva à Área 51.

## Lista de faixas
| N.º            | Título                  | Duração |  |
| 1.             | "Beyond"                | 4:24    |  |
| 2.             | "Mutant's Lonely Night" | 4:37    |  |
| 3.             | "The Last Silver Bird"  | 3:57    |  |
| 4.             | "Candy"                 | 2:48    |  |
| 5.             | "Gay Matters"           | 2:51    |  |
| 6.             | "We Love You"           | 3:43    |  |
| 7.             | "Window Mirrors"        | 3:50    |  |
| 8.             | "Por Que Não"           | 3:20    |  |
| 9.             | "Tempo e Espaço"        | 3:41    |  |
| 10.            | "Zzyzx"                 | 3:54    |  |
| 11.            | "Void"                  | 2:50    |  |
| Duração total: | Duração total:          | 39:55   |  |

## Músicos
- Sérgio Dias: guitarras, vocais
- Vinicius Junqueira: baixo
- Claudio Tchernev: bateria, vocais
- Henrique Peters: teclados
- Esméria Bulgari: vocais